# Marino Franchitti

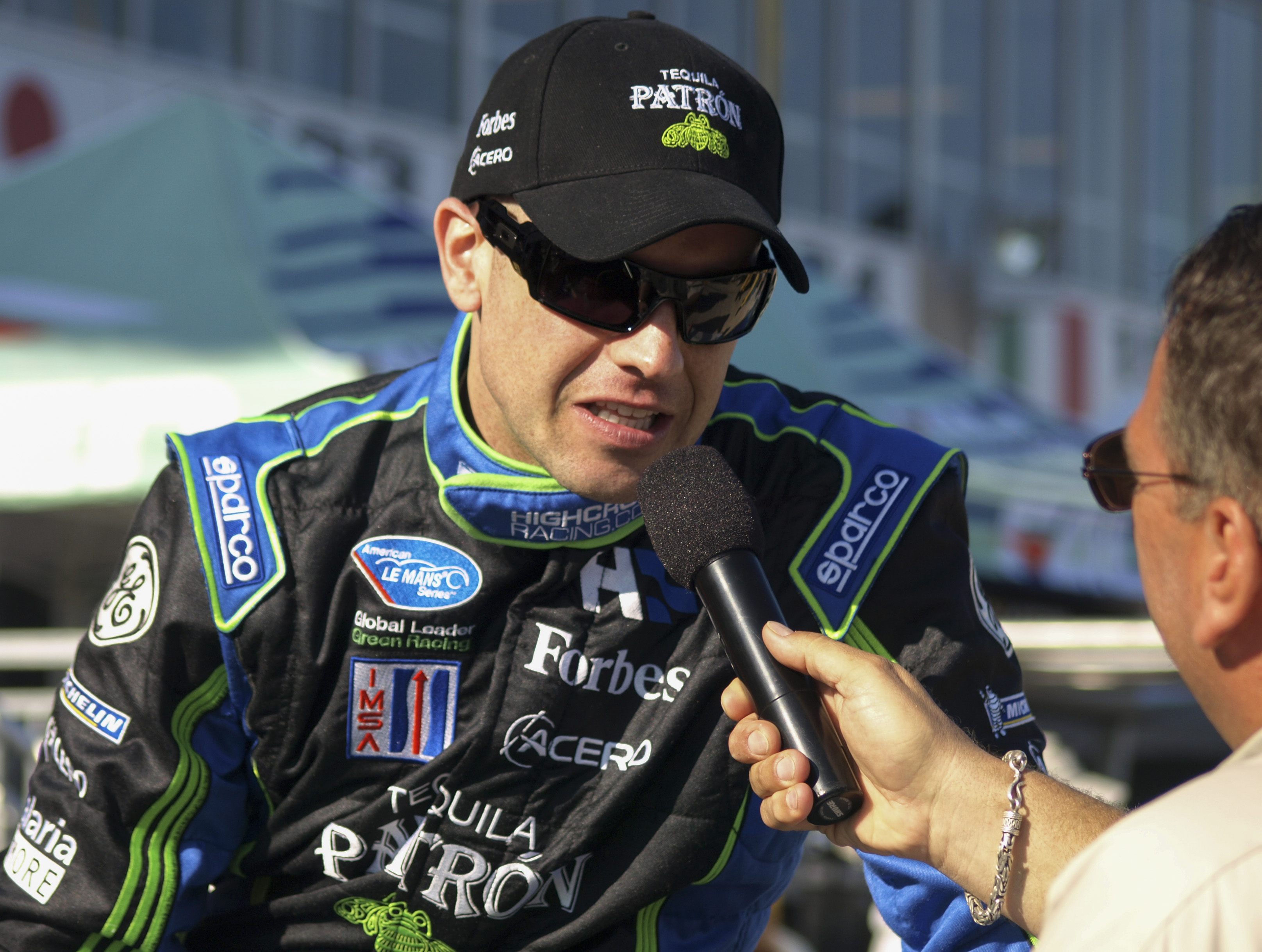
Marino Franchitti 2010 in Sebring

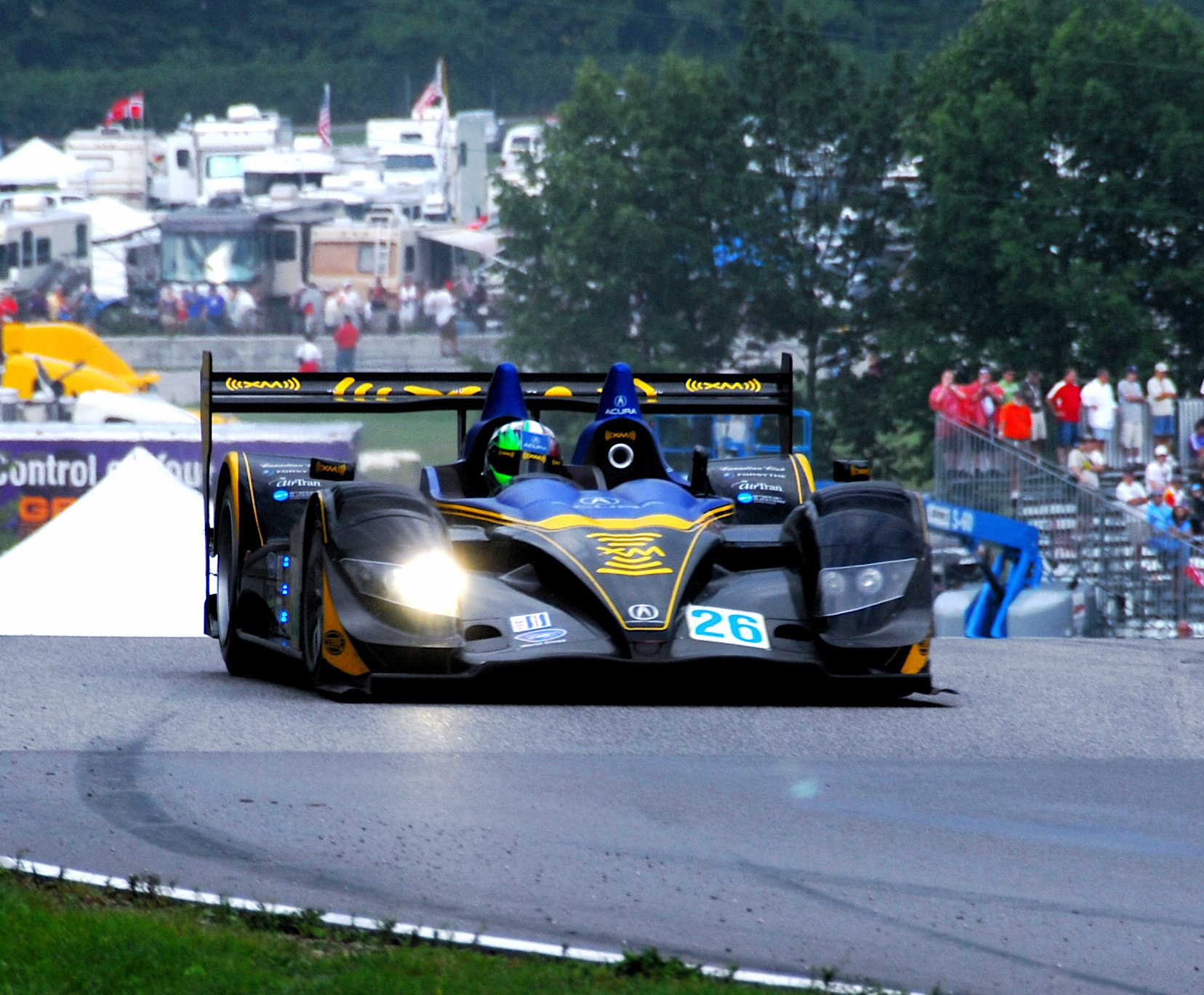
Marino Franchitti im Andretti-Green-Acura ARX-01a beim 4-Stunden-Rennen von Road America 2007

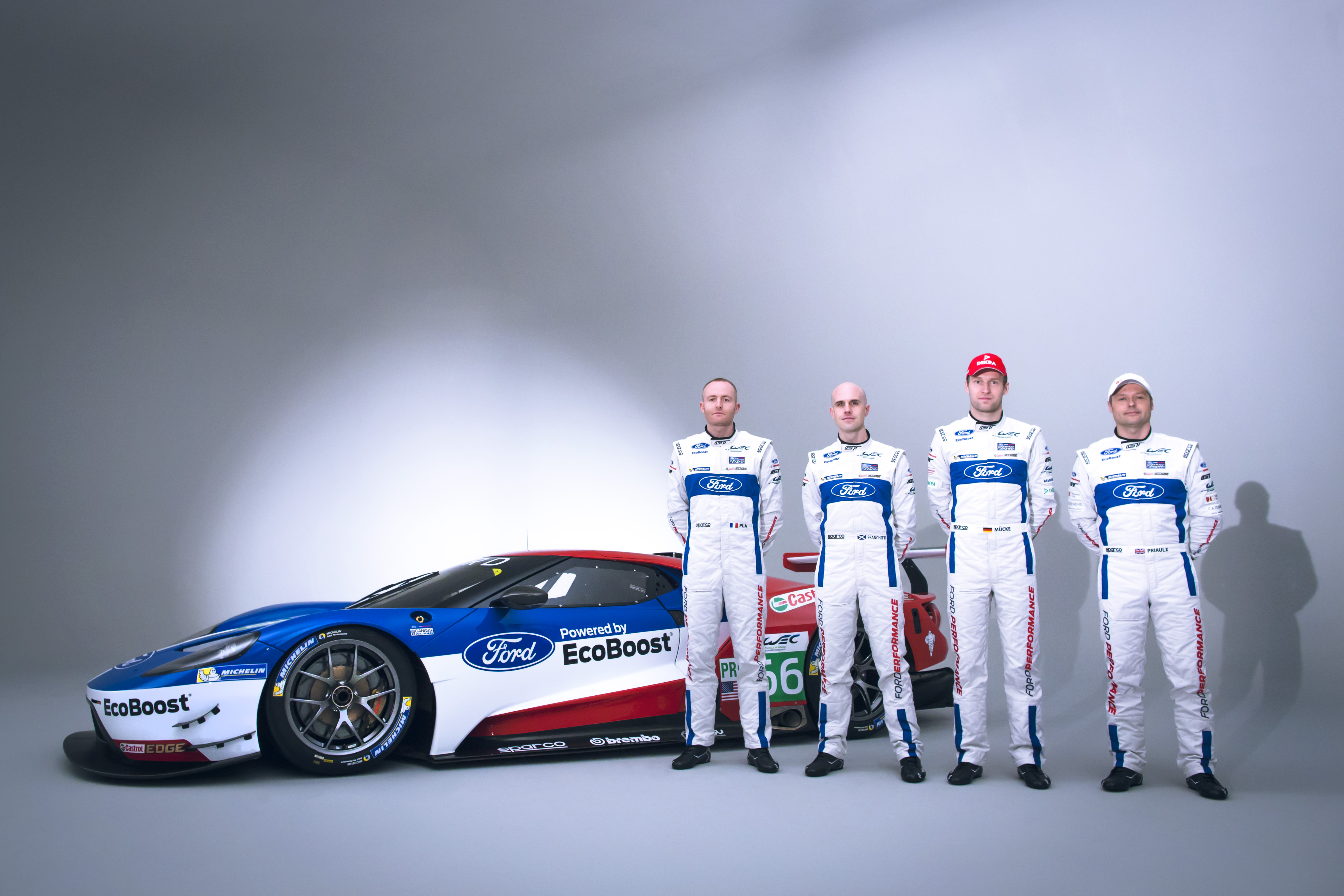
Das Ford Chip Ganassi UK Fahrer-Team mit dem Ford GT für die FIA-Langstrecken-Weltmeisterschaft 2016. Vor dem Wagen stehen die vier Piloten (von links) Olivier Pla, Marino Franchitti, Stefan Mücke und Andy Priaulx

Marino Alessandro Cesare Franchitti (* 7. Juli 1978 in Bathgate) ist ein britischer Autorennfahrer.

## Familie
Marino Franchitti ist der jüngere Bruder von Dario Franchitti, der 1973 geboren wurde und damit fünf Jahre älter ist. Beide Eltern, Marina und George Franchitti, sind italienischer Abstammung, wurden aber bereits in Schottland geboren. Durch die Schwesternschaft seiner Mutter Marina mit Marie MacCracken, die in erster Ehe Marie di Resta hieß, sind Dario und Marino Cousins von Paul di Resta.
Marino Franchitti ist mit Holly Mason, der Tochter des ehemaligen Pink-Floyd-Schlagzeugers und passionierten Rennfahrers Nick Mason verheiratet. Das Paar hat einen Sohn.

## Karriere als Rennfahrer
Marino Franchitti folgte seinem Bruder Dario Ende der 1990er-Jahre in den internationalen Motorsport. Im Gegensatz zu seinem Bruder, der bereits im Kartsport sehr erfolgreich war und 1992 den McLaren Autosport BRDC Award als bester Nachwuchspiloten Großbritanniens gewann, Marino’s Talent für diesen Sport nicht sofort erkennbar. 1998 bestritt er ein erfolgloses Jahre in der Formel Vauxhall und wechselte nach einem Jahr Rennpause 2000 in die Formel Ford. Er fuhr 12 Rennen in der britischen Meisterschaft und beendete die Saison mit sieben Punkten an der 18. Stelle der Endwertung. Meister wurde James Courtney und Franchitti platzierte sich hinter später erfolgreichen Piloten wie Anthony Davidson, Rob Bell, Hideki Mutō und Patrick Long.
Nach dem Wechsel in den GT-Sport 2001 stellten sich rasch Erfolge ein. Mit acht Saisonsiegen gewann er gemeinsam mit Teamkollegen Kelvin Burt auf einem Porsche 911 GT3 RS die GTO-Klasse der britischen GT-Meisterschaft. 2002 begann dann sein andauerndes Engagement in der nordamerikanischen GT- und Sportwagenszene. Er fuhr seine erste vollständige Saison in der American Le Mans Series, gab sein Debüt beim 24-Stunden-Rennen von Daytona und dem 12-Stunden-Rennen von Sebring.
2005 wurde er Werksfahrer bei Panoz und ging mit deren Esperante GT-LM erstmals beim 24-Stunden-Rennen von Le Mans an den Start. 2007 folgte er seinem Bruder Dario zu Andretti Green Racing. Während sein Bruder neben Einsätzen in der American Le Mans Series für das Team das 500-Meilen-Rennen von Indianapolis und die Gesamtwertung der IndyCar Series dieses Jahres gewann, bestritt Marino für Michael Andretti ausschließlich Sportwagenrennen. Er wurde zusammen mit Bryan Herta und Tony Kanaan im Acura ARX-01a Gesamtzweiter beim 12-Stunden-Rennen von Sebring, geschlagen nur von Frank Biela, Emanuele Pirro und Marco Werner im Audi Sport North America-R10 TDI. Einen weiteren zweiten Endrang 2007 erreichte er mit Partner Herta beim 2,45-Stunden-Rennen von Houston; diesmal hinter Romain Dumas und Timo Bernhard im Penske Racing-Porsche RS Spyder.
Nach Ablauf der Rennsaison 2007 verließen die Franchitti-Brüder Andretti Green Racing. Während Dario in die NASCAR wechselte und nach einem enttäuschenden Jahr 2009 für Chip Ganassi Racing in die IndyCar Series zurückkehrte, unterschrieb Marino 2008 einen Vertrag für Dyson Racing, wo er bis 2009 blieb. 2008 fuhr er mit Partner Butch Leitzinger einen Porsche RS Spyder in der American Le Mans Series, wurde erneut Gesamtzweiter beim 12-Stunden-Rennen von Sebring und beendete die Saison an der fünften Stelle der LMP2-Wertung. Bis zum Ende der Saison 2013 war er Stammfahrer bei Level 5 Motorsports. Nach erheblichen Problemen des Teameigners Scott Tucker mit der US-amerikanischen Justiz und der daraus resultierenden Einstellung des Rennbetriebs, musste er sich für 2014 ein neues Team suchen. Die Wahl fiel auf Chip Ganassi Racing, wo sein Bruder bis zum Rücktritt Ende 2013 gefahren war. Schon der zweite Renneinsatz für die neue Rennmannschaft brachte den bisher größten Erfolg im internationalen Motorsport. Gemeinsam mit Scott Pruett und Memo Rojas siegte er auf einem Riley MkXXVI beim 12-Stunden-Rennen von Sebring.
2016 fuhr Marino Franchitti den Ford GT für Chip Ganassi in der FIA-Langstrecken-Weltmeisterschaft. Beste Platzierung war der zweite Rang der GTE-Pro-Klasse beim 6-Stunden-Rennen von Spa-Francorchamps. Mit dem Ablauf der Saison 2018 beendete er seine professionelle Karriere und ist seither im historischen Rennsport aktiv.

## Statistik

### Le-Mans-Ergebnisse
| Jahr | Team                      | Fahrzeug                    | Teamkollege      | Teamkollege      | Platzierung     | Ausfallgrund |
| ---- | ------------------------- | --------------------------- | ---------------- | ---------------- | --------------- | ------------ |
| 2005 | Panoz Motor Sports        | Panoz Esperante GT-LM       | Patrick Bourdais | Bryan Sellers    | Ausfall         | Motorschaden |
| 2009 | Drayson Racing            | Aston Martin V8 Vantage GT2 | Jonny Cocker     | Paul Drayson     | Ausfall         | Elektrik     |
| 2010 | Highcroft Racing          | Acura ARX-01C               | Marco Werner     | David Brabham    | Rang 25         |              |
| 2012 | Highcroft Racing          | Nissan DeltaWing            | Michael Krumm    | Satoshi Motoyama | Ausfall         | Unfall       |
| 2013 | Level 5 Motorsports       | HPD ARX-03b                 | Ryan Briscoe     | Scott Tucker     | nicht klassiert |              |
| 2016 | Ford Chip Ganassi Team UK | Ford GT                     | Harry Tincknell  | Andy Priaulx     | Rang 40         |              |

### Sebring-Ergebnisse
| Jahr | Team                                   | Fahrzeug                | Teamkollege       | Teamkollege          | Platzierung            | Ausfallgrund |
| ---- | -------------------------------------- | ----------------------- | ----------------- | -------------------- | ---------------------- | ------------ |
| 2002 | MSB Motorsport                         | Ferrari 360 Modena GT   | Ralf Kelleners    |                      | Ausfall                | Motorschaden |
| 2003 | Risi Competizione                      | Ferrari 360 Modena GT   | Kevin McGarrity   |                      | Ausfall                | Unfall       |
| 2004 | Rand Racing                            | Lola B2K/40             | Derek Hill        | Andy Lally           | Ausfall                | Aufhängung   |
| 2005 | Spyker Squadron                        | Spyker C-8 Spyder GT2 R | Frans Munsterhuis | Peter van Merksteijn | Ausfall                | Defekt       |
| 2007 | Andretti Green Racing Inc.             | Acura ARX-01a           | Bryan Herta       | Tony Kanaan          | Rang 2 und Klassensieg |              |
| 2008 | Dyson Racing Team                      | Porsche RS Spyder       | Butch Leitzinger  | Andy Lally           | Rang 2                 |              |
| 2009 | Dyson Racing Team Inc.                 | Lola B08/86             | Butch Leitzinger  | Ben Devlin           | Ausfall                | Mechanik     |
| 2010 | Patrón Highcroft Racing                | HPD ARX-01c             | David Brabham     | Simon Pagenaud       | Rang 5                 |              |
| 2011 | Highcroft Racing                       | HPD ARX-01e             | David Brabham     | Simon Pagenaud       | Rang 2                 |              |
| 2013 | Level 5 Motorsports                    | HPD ARX-03b             | Ryan Briscoe      | Scott Tucker         | Rang 6 und Klassensieg |              |
| 2014 | Chip Ganassi Racing with Felix Sabates | Riley MkXXVI            | Scott Pruett      | Memo Rojas           | Gesamtsieg             |              |
| 2017 | Mazda Motorsports                      | Mazda DPi               | Tom Long          | Joel Miller          | Ausfall                | Unfall       |

### Einzelergebnisse in der FIA-Langstrecken-Weltmeisterschaft
| Saison | Team                | Rennwagen        | 1   | 2   | 3   | 4   | 5   | 6   | 7   | 8   | 9   |
| ------ | ------------------- | ---------------- | --- | --- | --- | --- | --- | --- | --- | --- | --- |
| 2012   | Highcroft Racing    | Nissan DeltaWing | SEB | SPA | LEM | SIL | SAO | BAH | FUJ | SHA |     |
| 2012   | Highcroft Racing    | Nissan DeltaWing | DNF |     |     |     |     |     |     |     |     |
| 2013   | Level 5 Motorsports | HPD ARX-03b      | SIL | SPA | LEM | SAO | AUS | FUJ | SHA | BAH |     |
| 2013   | Level 5 Motorsports | HPD ARX-03b      | DNF |     |     |     |     |     |     |     |     |
| 2016   | Chip Ganassi Racing | Ford GT          | SIL | SPA | LEM | NÜR | MEX | AUS | FUJ | SHA | BAH |
| 2016   | Chip Ganassi Racing | Ford GT          | 20  | 16  | 40  | 29  | 19  | 19  |     |     |     |